# Girija Prasad Koirala

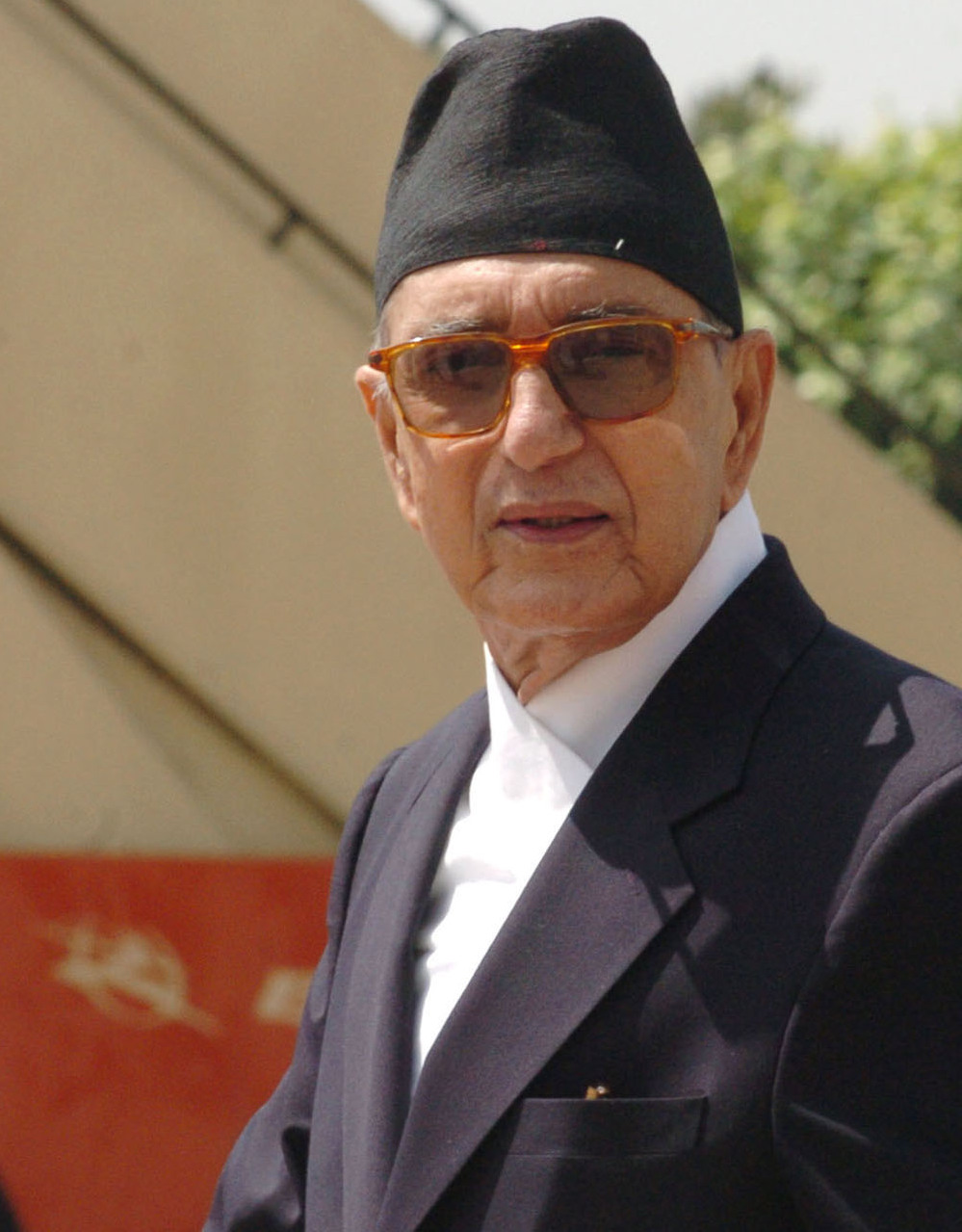
Koirala 2007.

Girija Prasad Koirala, även känd som G. P. Koirala, född 20 februari 1925 i Biratnagar, Nepal, död 20 mars 2010 i Katmandu, var Nepals premiärminister under fyra perioder: maj 1991–november 1994, april 1998–maj 1999, mars 2000–juli 2001 samt april 2006–augusti 2008. Han var också kongresspartiets partiledare. Två av hans äldre bröder, Matrika Prasad Koirala och Bishweshwar Prasad Koirala, har också varit premiärministrar.
När Koirala i april 2006 utnämndes till premiärminister för fjärde gången, led han av andningssvårigheter och kunde inte uppträda inför sina jublande anhängare vid en stor politisk tillställning i Katmandu.